# Председател на БАН
Тази страница е списък на председателите на Българската академия на науките (до 1911 година – Българско книжовно дружество).
- Постът е заеман най-дълго от Иван Гешов – 26 години.
- Най-кратко председател е Стефан Додунеков – 2 месеца.
- Най-младият председател е Марин Дринов, който оглавява Българското книжовно дружество при неговото основаване, когато е на 31 години.
- Най-възрастният председател е Ангел Балевски, който остава на поста до 78-годишна възраст.
- Четирима председатели умират, докато заемат поста – Иван Гешов, Любомир Милетич, Йордан Малиновски и Стефан Додунеков.

| Портрет                                                                                      | Председател | Заместник-председатели | Други кандидати                               |
| -------------------------------------------------------------------------------------------- | --- | --- | --------------------------------------------- |
|                                                                                              | Марин Дринов, председател от 1869 до 1882 година - Роден: 20 октомври 1838, Панагюрище - Починал: 13 март 1906, Харков - Специалност: историк и филолог                                                    | |                                               |
|                                                                                              | Васил Стоянов, председател от 1882 до 1884 година - Роден: 28 юни 1839, Жеравна - Починал: 21 ноември 1910, София - Специалност: филолог                                                                   | |                                               |
|                                                                                              | Марин Дринов, председател от 1884 до 1894 година - Роден: 20 октомври 1838, Панагюрище - Починал: 13 март 1906, Харков - Специалност: историк и филолог                                                    | |                                               |
|                                                                                              | Климент Търновски, председател от 1894 до 1898 година - Роден: около 1840, Шумен - Починал: 23 юли 1901, София - Специалност: писател и политик                                                            | |                                               |
|                                                                                              | Иван Гешов, председател от 1898 до 1924 година - Роден: 20 февруари 1849, Пловдив - Починал: 11 март 1924, София - Специалност: политик                                                                    | |                                               |
|                                                                                              | Любомир Милетич, председател от 1926 до 1937 година - Роден: 1 януари 1863, Щип - Починал: 1 юни 1937, София - Специалност: филолог                                                                        | |                                               |
|                                                                                              | Богдан Филов, председател от 1937 до 1944 година - Роден: 10 април 1883, Стара Загора - Починал: 1 февруари 1945, София - Специалност: археолог                                                            | |                                               |
|                                                                                              | Димитър Михалчев, председател от 1944 до 1947 година - Роден: 25 декември 1880, Лозенград - Починал: 18 януари 1967, София - Специалност: философ                                                          | |                                               |
|                                                                                              | Тодор Павлов, председател от 1947 до 1962 година - Роден: 14 февруари 1890, Щип - Починал: 8 май 1977, София - Специалност: философ - Организация: Институт по философия                                   | Акад. Христо Даскалов (първи зам--председател 1959-1961) Акад. Страшимир Димитров,(от 1959-?) акад. Владимир Георгиев (1959-1972) чл. кор. Любомир Кръстанов(1959-1962)                                |                                               |
|                                                                                              | Любомир Кръстанов, председател от 1962 до 1968 година - Роден: 15 ноември 1908, Плевен - Починал: 8 май 1977 - Специалност: геофизик - Организация: Институт по геофизика                                  | акад. Страшимир Димитров,(от 1959-?) акад. Владимир Георгиев (1959-1972) |                                               |
|                                                                                              | Ангел Балевски, председател от 1968 до 1988 година - Роден: 4 март 1910, Троян - Починал: 15 септември 1997, София - Специалност: инженер - Организация: Институт по металознание и технология на металите | акад. Георги Близнаков |                                               |
|                                                                                              | Благовест Сендов, председател от 1988 до 1991 година - Роден: 8 февруари 1932, Станимака - Починал: 20 януари 2020, София - Специалност: математик - Организация: Институт по математика и информатика     | акад. Асен А. Хаджиолов (1988-1990) заместник председател на БАН чл.-кор. Александър Янков, заместник-председател на БАН от 1988 до 1991 г.                                                            |                                               |
|                                                                                              | Йордан Малиновски, председател от 1991 до 1996 година - Роден: 3 юли 1923, Сливен - Починал: 12 март 1996, София - Специалност: физикохимик - Организация: Институт по физикохимия                         | |                                               |
|                                                                                              | Иван Юхновски, председател от 1996 до 2008 година - Роден: 12 август 1937, София - Специалност: химик - Организация: Институт по органична химия                                                           | акад. Никола Съботинов(1996-2008) акад. Константин Косев, заместник-председател от 1996 до 2007 г. | 1996:                                         |
| 2000:                                                                                        | Иван Юхновски, председател от 1996 до 2008 година - Роден: 12 август 1937, София - Специалност: химик - Организация: Институт по органична химия                                                           | акад. Никола Съботинов(1996-2008) акад. Константин Косев, заместник-председател от 1996 до 2007 г. |                                               |
| 2004:                                                                                        | Иван Юхновски, председател от 1996 до 2008 година - Роден: 12 август 1937, София - Специалност: химик - Организация: Институт по органична химия                                                           | акад. Никола Съботинов(1996-2008) акад. Константин Косев, заместник-председател от 1996 до 2007 г. |                                               |
| 2008: акад. Никола Съботинов (самоотвод)                                                     | Иван Юхновски, председател от 1996 до 2008 година - Роден: 12 август 1937, София - Специалност: химик - Организация: Институт по органична химия                                                           | акад. Никола Съботинов(1996-2008) акад. Константин Косев, заместник-председател от 1996 до 2007 г. |                                               |
|                                                                                              | Никола Съботинов, председател от 2008 до 2012 година - Роден: 13 септември 1941, Бургас - Специалност: физик - Организация: Институт по физика на твърдото тяло                                            | акад. Атанас Атанасов (2008-2012) акад. Александър Попов проф. Евгений Николов (2008-2012) | акад. Борислав Боянов                         |
|                                                                                              | Стефан Додунеков, председател през 2012 година - Роден: 5 септември 1945, Килифарево - Починал: 6 август 2012 г. София - Специалност: математик - Организация: Институт по математика и информатика        | проф. Евгений Николов, заместник-председател (2008-август 2012) г.; и.д. председател на БАН август-октомври 2012 проф. Светлана Куюмджиева, проф. Севдалина Димитрова (зам.председатели август 2012) и | акад. Александър Петров, чл.-кор. Андон Косев |
|                                                                                              | Стефан Воденичаров, председател от 2012 до 2016 година - Роден: 1 септември 1944, София - Починал: 9 юни 2020 г. - Специалност: инженер - Организация: Институт по металознание и технология на металите   | чл. кор Николай Милошев (2012-2016). (и.д. председател на БАН) акад. Дамян Дамянов (2013-2016) | Няма.                                         |
|                                                                                              | Юлиан Ревалски, председател от 2016 до 2024 година - Роден: 27 февруари 1956, Симитли - Специалност: математик - Организация: Институт по математика и информатика                                         | чл.-кор. Васил Николов, чл.-кор. Константин Хаджииванов, чл.-кор Костадин Ганев, заместник-председатели от 09.01.2017 г.                                                                               | чл.-кор. Николай Милошев                      |
| Проф. Евдокия Пашева и чл.-кор. Стефан Хаджитодоров, заместник-председатели от 18.01.2021 г. | Юлиан Ревалски, председател от 2016 до 2024 година - Роден: 27 февруари 1956, Симитли - Специалност: математик - Организация: Институт по математика и информатика                                         | Няма. |                                               |
|                                                                                              | Евелина Славчева, председател от 2 декември 2024 година Специалност: химик родена: 1961 година, Брезник Организация: ИНститут по електрохимия и енергийни системи                                          | чл.кор. Евдокия Пашева, проф. Емануел Мутафов и проф. Щелиян Щерионов зам.председатели от 20.01.2025                                                                                                   | акад. Христо Найденски                        |